# 左京潤
左京 潤（さきょう じゅん）は、日本の小説家・ライトノベル作家。女性。2011年に『勇者になれなかった俺はしぶしぶ就職を決意しました。』で第23回ファンタジア大賞金賞を受賞。受賞時の名前は風見 MAKA（かざみ まか）。2013年にはアニメ化が決定し、同年の10月から12月まで放送された。

## 作品リスト

### 小説
- 勇者になれなかった俺はしぶしぶ就職を決意しました。（2012年1月 - 2014年7月 富士見ファンタジア文庫 イラスト：戌角柾 全10巻）
- ダブル・ロール！（2014年4月 - 富士見ファンタジア文庫 イラスト：BLADE 既刊2巻）
- 洋食屋じゃぽんの料理帖 ソップからはじまるフル・コウス（2016年3月 富士見L文庫 イラスト：ねぎしきょうこ）
- ごちそうは残業のあとで（2019年3月 富士見L文庫 著：紅原香 イラスト：斉木久美子） - 原案

未単行本化作品
- ナイト・オブ・ギャラクシー!（ドラゴンマガジン 2018年11月号 龍皇杯掲載）

### 漫画
- 勇者になれなかった俺はしぶしぶ就職を決意しました。
  - 作画：森みさき、キャラクター原案：戌角柾
  - 連載：『月刊ドラゴンエイジ』
  - 出版社：富士見書房

- 勇しぶ。〜勇者になれなかった俺はしぶしぶ就職を決意しました。〜
  - 作画：柚木ガオ、キャラクター原案：戌角柾
  - 『ヤングガンガン』
  - 出版社：スクウェア・エニックス